# ساری‌سو (رود)
ساری‌سو (به قزاقی: Sarysu) یک رود در قزاقستان است که در استان قراغندی واقع شده‌است.